# John Warburton (officier d'armes)
John Warburton (1682 – 11 mai 1759 à Londres) est un antiquaire et cartographe anglais, ainsi que membre du College of Arms (au début du XVIIIe siècle). Il est surtout connu pour son immense collection d'ouvrages anciens vendus à l'encan en 1766.

## Biographie
John est le fils de Benjamin et Mary Warburton. Dans ses premières années de travail, en 1718-1719, il s'occupe de recueillir les droits d'accise dans le Yorkshire. Il est élu à la Royal Society en mars 1719, mais en est suspendu en juin 1757 pour avoir omis de payer sa souscription. Il est élu à la Society of Antiquaries of London le 13 janvier 1720, mais cesse d'en être membre avant janvier 1754. Le 18 juin 1720, il est nommé officier d'armes (Somerset Herald) du College of Arms.
Warburton épouse successivement deux femmes, dont une veuve en second mariage. Il meurt dans ses appartements du College of Arms à Londres, sa résidence habituelle, le 11 mai 1759.
Sa vie d'adulte durant, John Warburton collectionne avec ferveur les vieux livres et les manuscrits, mais néglige de les protéger. En juillet 1720, sans le but d'embrouiller Humfrey Wanley, il vend plusieurs manuscrits précieux à Robert Harley, 1er Earl d'Oxford, selon les conditions de Wanley. Une autre fois, il laisse une pile de pièces de théâtre dans la cuisine. Quand il les cherche un an plus tard, elles ont presque toutes disparu. Sa cuisinière a en effet utilisé le papier de plus de 50 pièces pour allumer le feu ou comme fond pour protéger les tartes lors de leur cuisson. Malgré sa négligence, il laisse à la postérité une immense collection de livres, de manuscrits et d'imprimés, qui seront vendus à l'encan en 1766. Plusieurs de ses ouvrages topographiques font partie des Lansdowne manuscripts (en) du British Museum.

## Œuvres
Warburton publie en 1716 une carte du Northumberland sur quatre feuilles. Les années suivantes, il produit des cartes pour le Yorkshire, le Middlesex, l'Essex et l'Hertfordshire.
En 1749, il produit une Map of Middlesex sur deux feuilles dans un atlas impérial, mais elle est censurée par John Anstis (1708-1754) parce qu'elle comporte sur son pourtour 500 blasons et l’earl marshal, jugeant que plusieurs sont forgées, ordonne qu'aucune copie de la carte ne soit vendue jusqu'à ce que leur véracité soit démontrée. Warburton s'efforce de faire valoir son travail et son honnêteté dans London and Middlesex illustrated by Names, Residence, Genealogy, and Coat-armour of the Nobility, Merchants, &c., publié en 1749.
En 1753, il publie Vallum Romanum, or the History and Antiquities of the Roman Wall in Cumberland and Northumberland — un ouvrage sur les fortifications romaines, dont le mur d'Hadrien, dans les comtés de Cumberland et du Northumberland — qui s'appuie sur des arpentages de sa main et des dessins qu'il a tracés en 1715. L'historien William Hutton encense ce travail : « le judicieux Warburton, que j'admire pour sa véracité, ».
John Nichols imprime Some Account of the Alien Priories en 1779 (deux volumes) à partir des collections de Warburton et d'Andrew Ducarel, mais le nom des compilateurs n'est pas indiqué. Cette omission sera corrigée dans les copies publiées en 1786 avec une nouvelle page de couverture.

### Citations originales
1. ↑  (en) « the judicious Warburton, whom I regard for his veracity »